# Mälarpromenaden

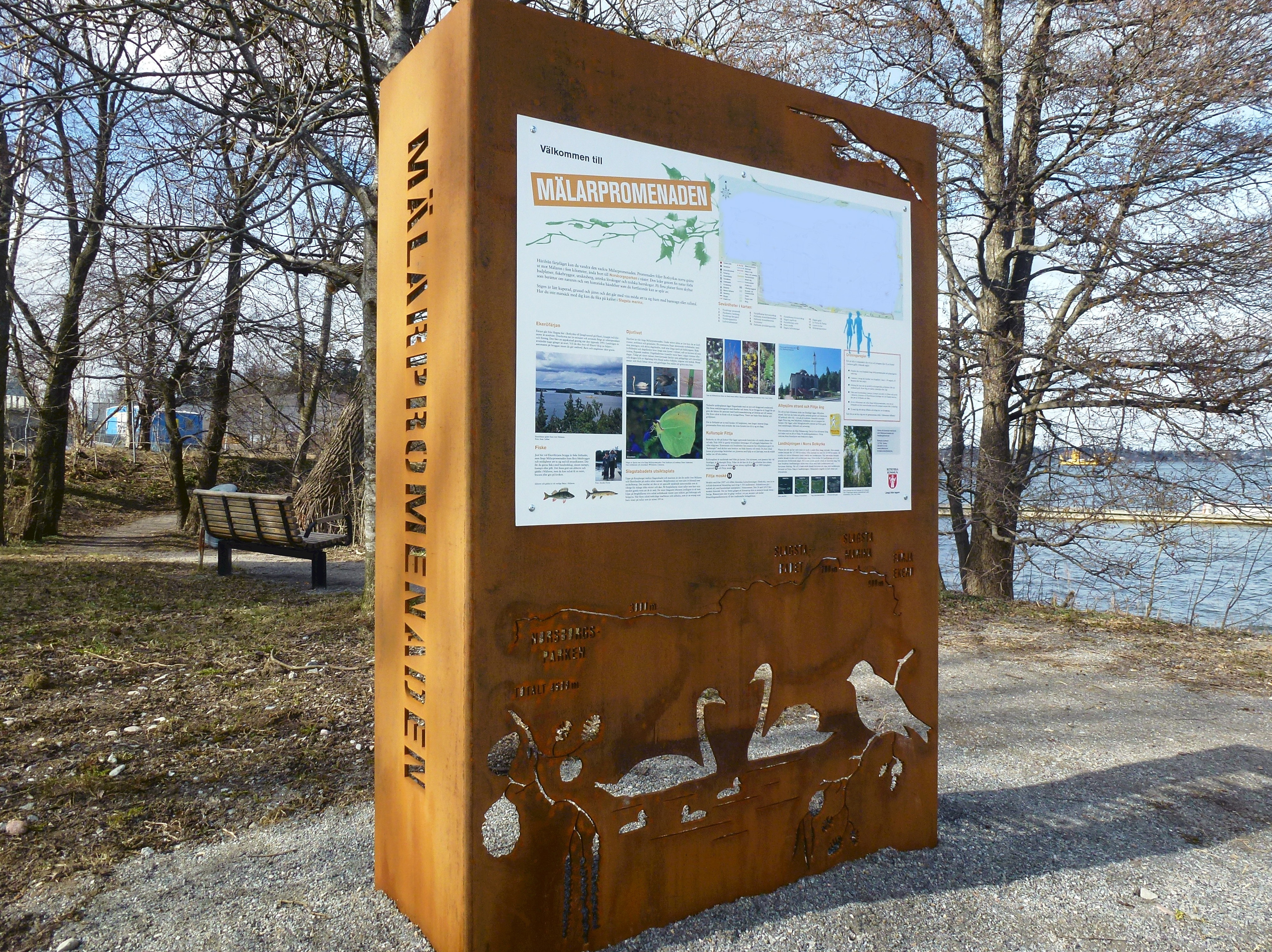
Mälarpromenaden, skylt vid Slagsta färjeläge.

Mälarpromenaden är en vandringsled genom Mälarskogens naturreservat längs Mälaren i Botkyrka kommun, Stockholms län. Den knappt fem kilometer långa stigen sträcker sig från Norsborgs herrgård i väster via Slagsta till Slagsta färjeläge i öster. Sträckan hör till kommunens guidade turer. Delar av Mälarpromenaden är gemensamma med Botkyrkas kulturspår.

## Beskrivning
Mälarpromenaden längs Botkyrkas norra gräns är huvudsakligen en naturstig. I den skuggiga nordsluttningen ner mot Mälaren trivs olika mossor och artrika skogar, bland annat gammal granskog. Nära Norsborgs gård har ädelgran  spritt sig från planterade bestånd i Norsborgsparken. Bland vilda djur märks grävling, räv, bäver och på senare tid även vildsvin. 
Stigen går förbi forntida gravar och lämningar både från bronsåldern och järnåldern. Från modern tid härrör Norsborgs luftvärnsställning, Slagstabadet och Slagsta Marina. Från stigen och särskild några utsiktsberg har man en vid blick över Mälarens fjärdar och Ekerölandet. Mälarpromenaden är nyrustad och har gula markeringar. Med jämna avstånd finns utförliga informationsskyltar. 

## Stationer
Från väst till öst (urval):
- Hundhamra (gravhögar och fornborg)
- Norsborgs herrgård och park
- Norsborgs luftvärnsställning
- Hallundaröset
- Hallunda gård
- Slagstabadet
- Slagsta tegelbruk
- Slagsta Marina
- Slagsta färjeläge

## Bilder

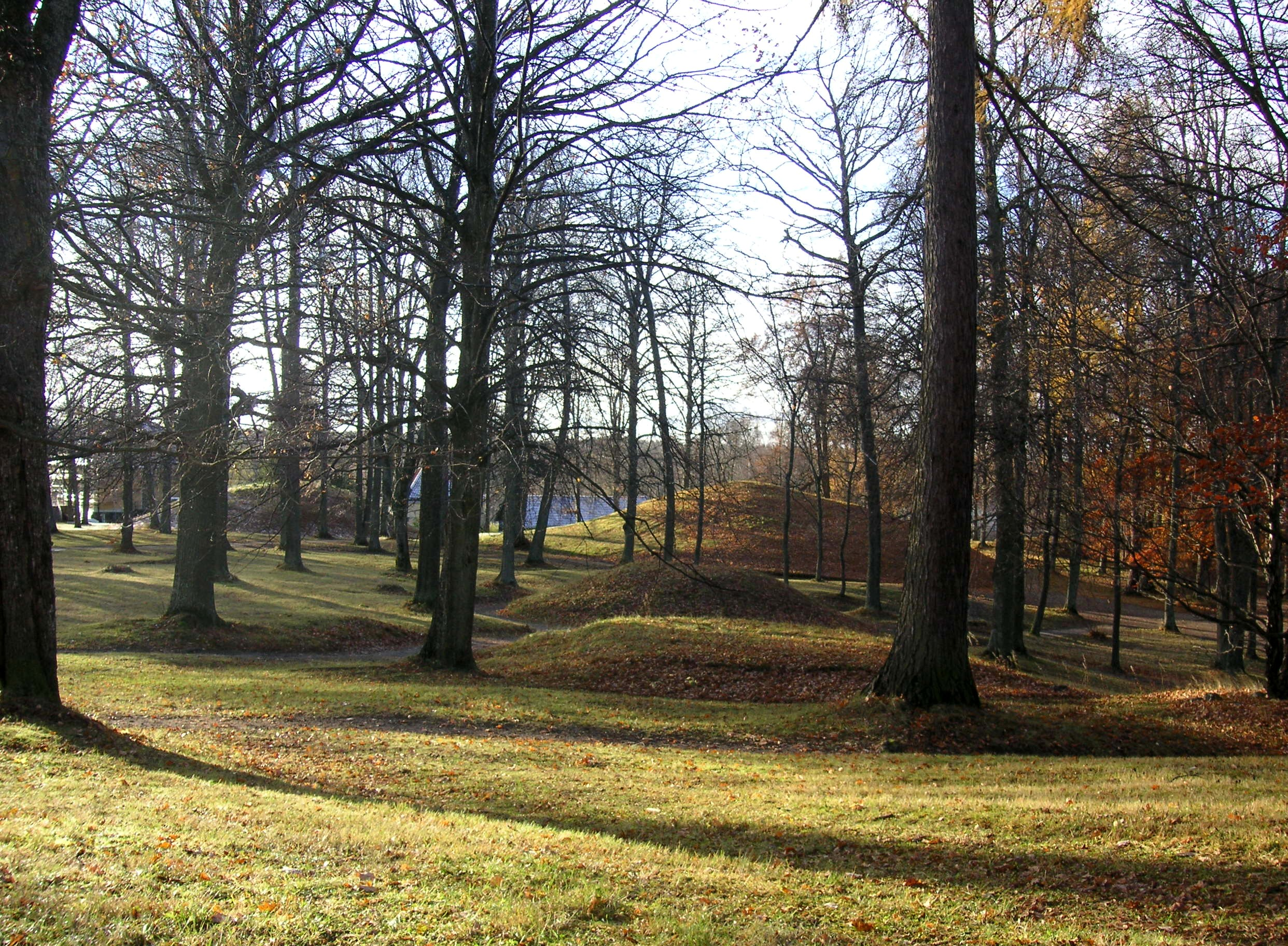
Hundhamras gravhögar
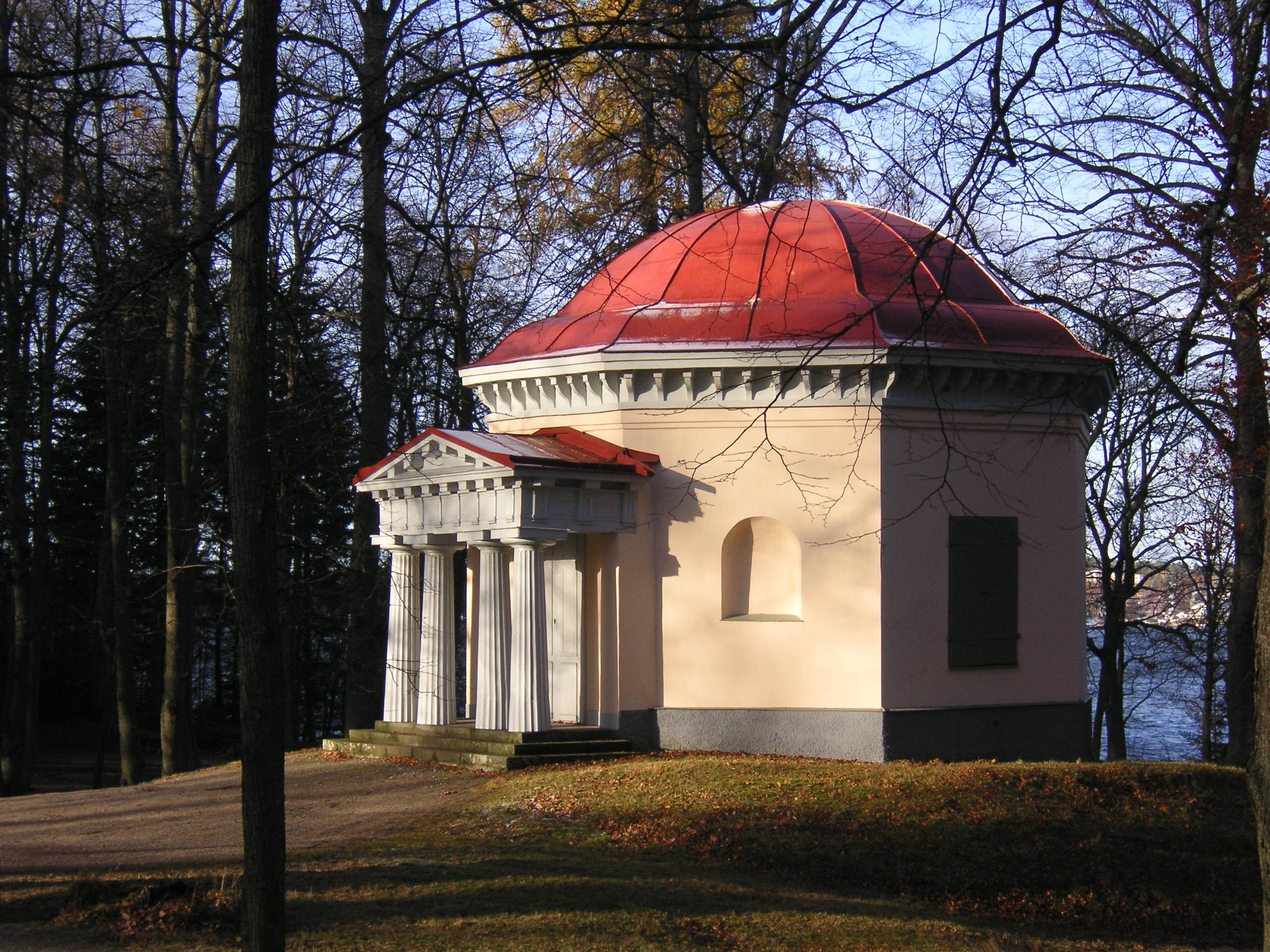
Eleonoras paraply vid Norsborgs herrgård
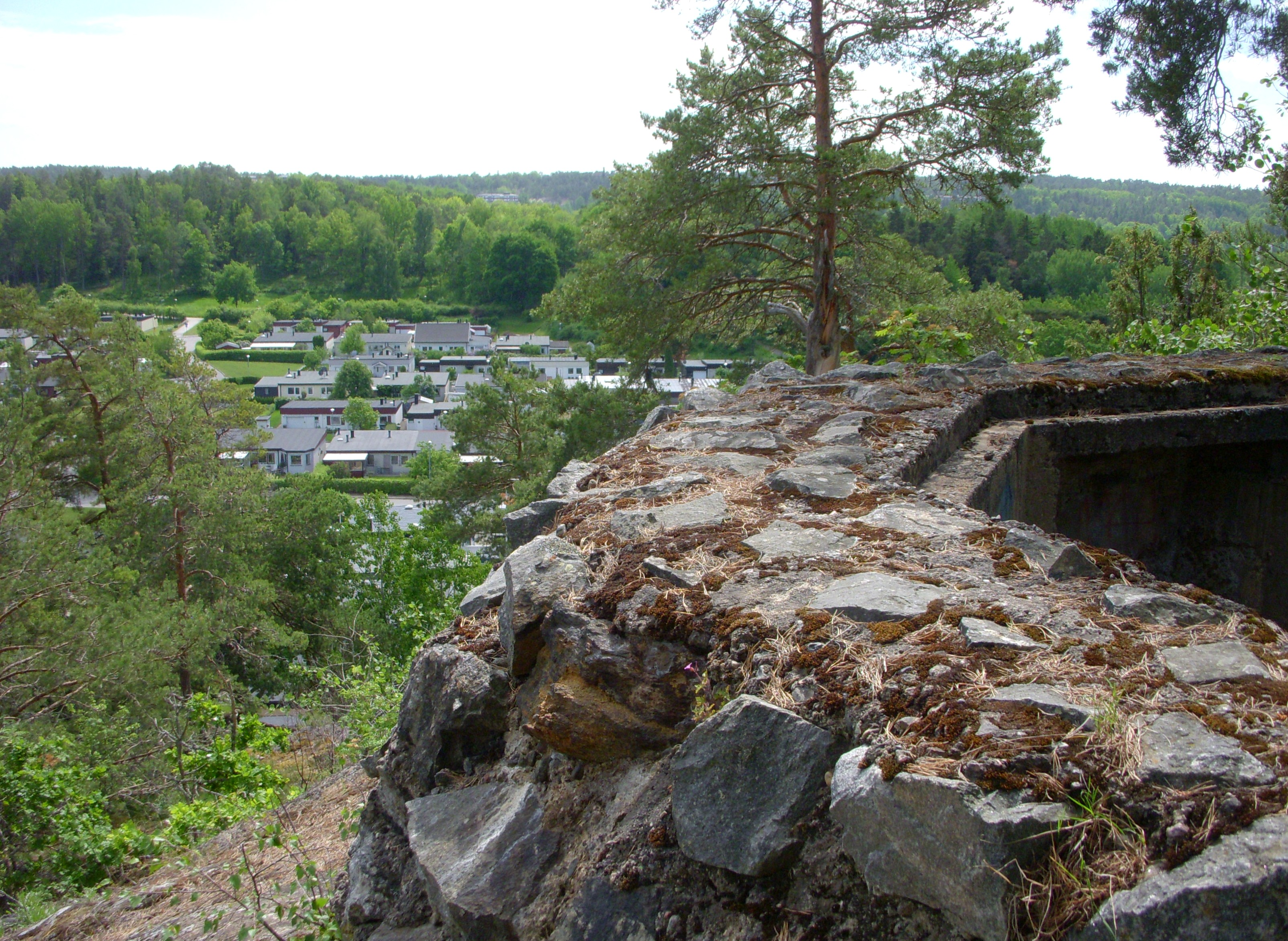
Norsborgs luftvärnsställning
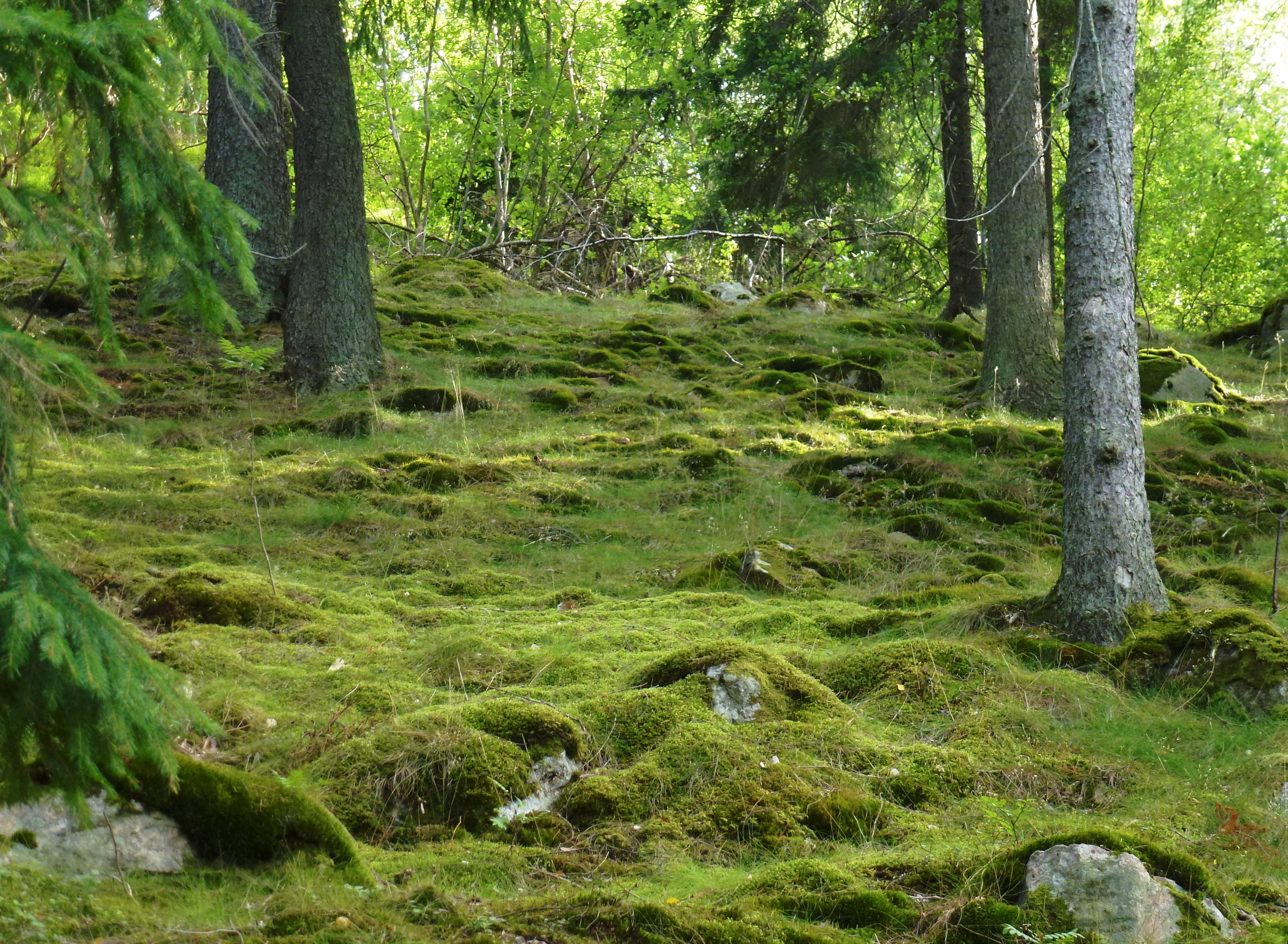
"Trollskogen" intill Mälarpromenaden

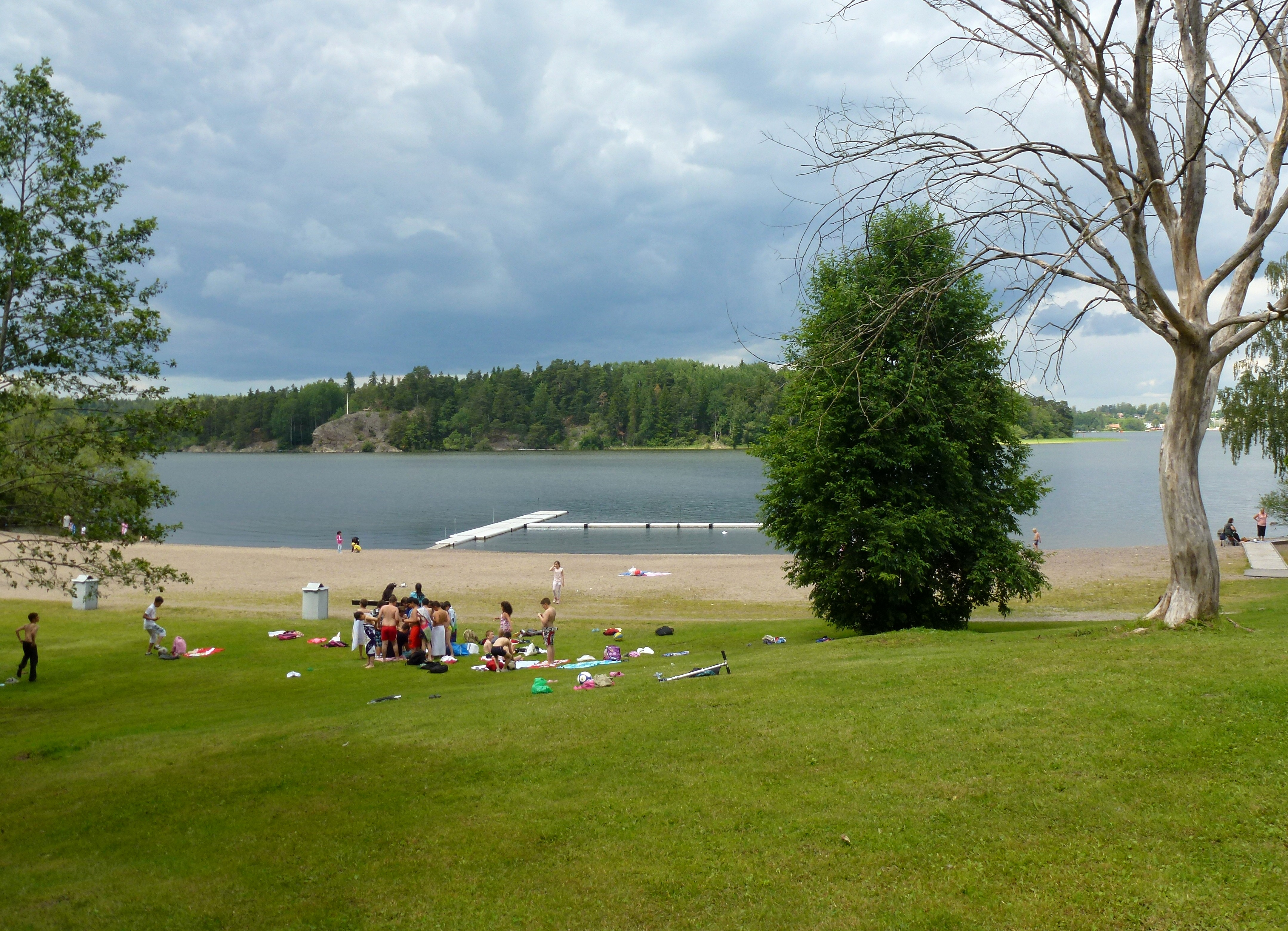
Slagstabadet
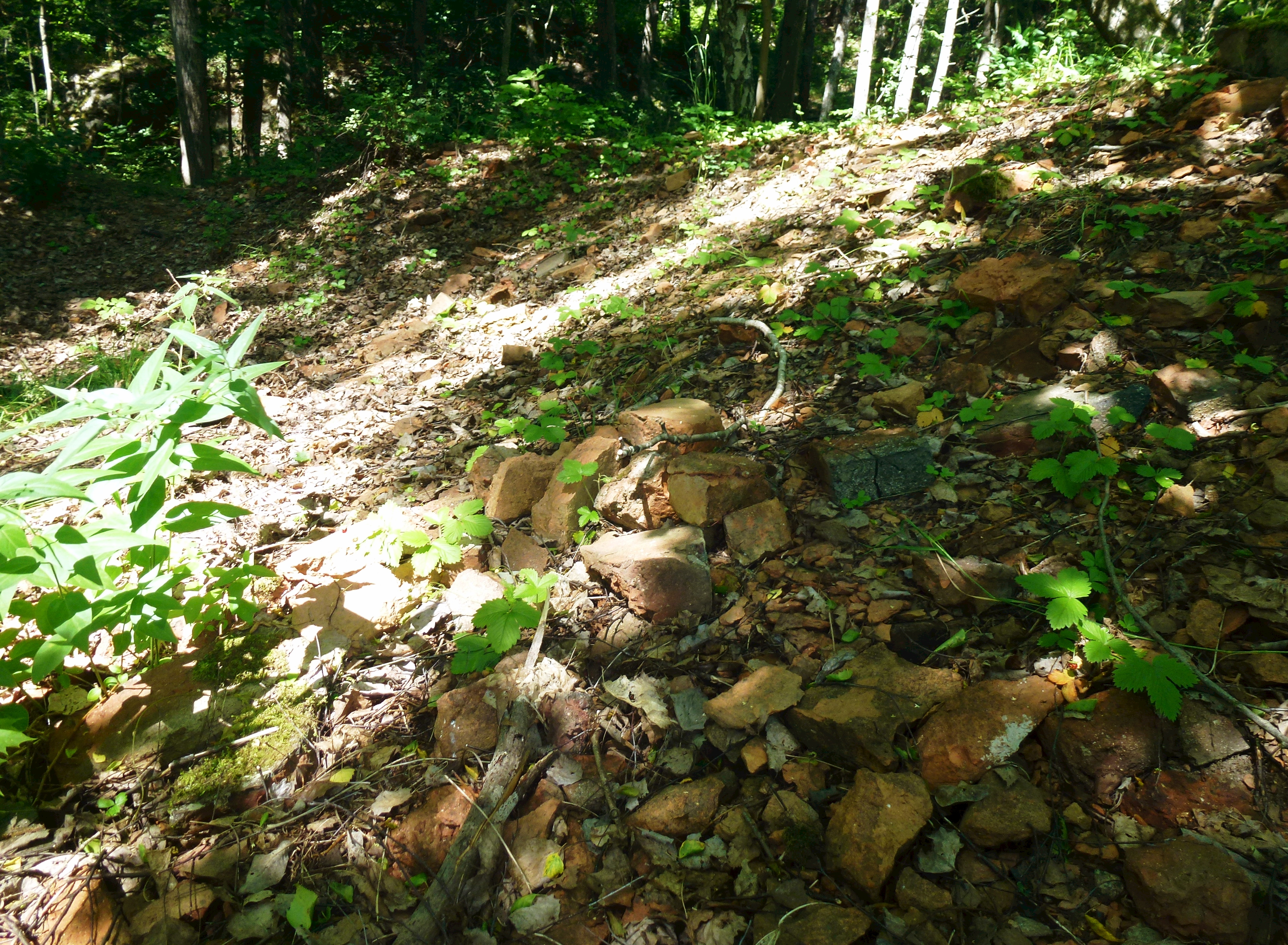
Rester efter Slagsta tegelbruk
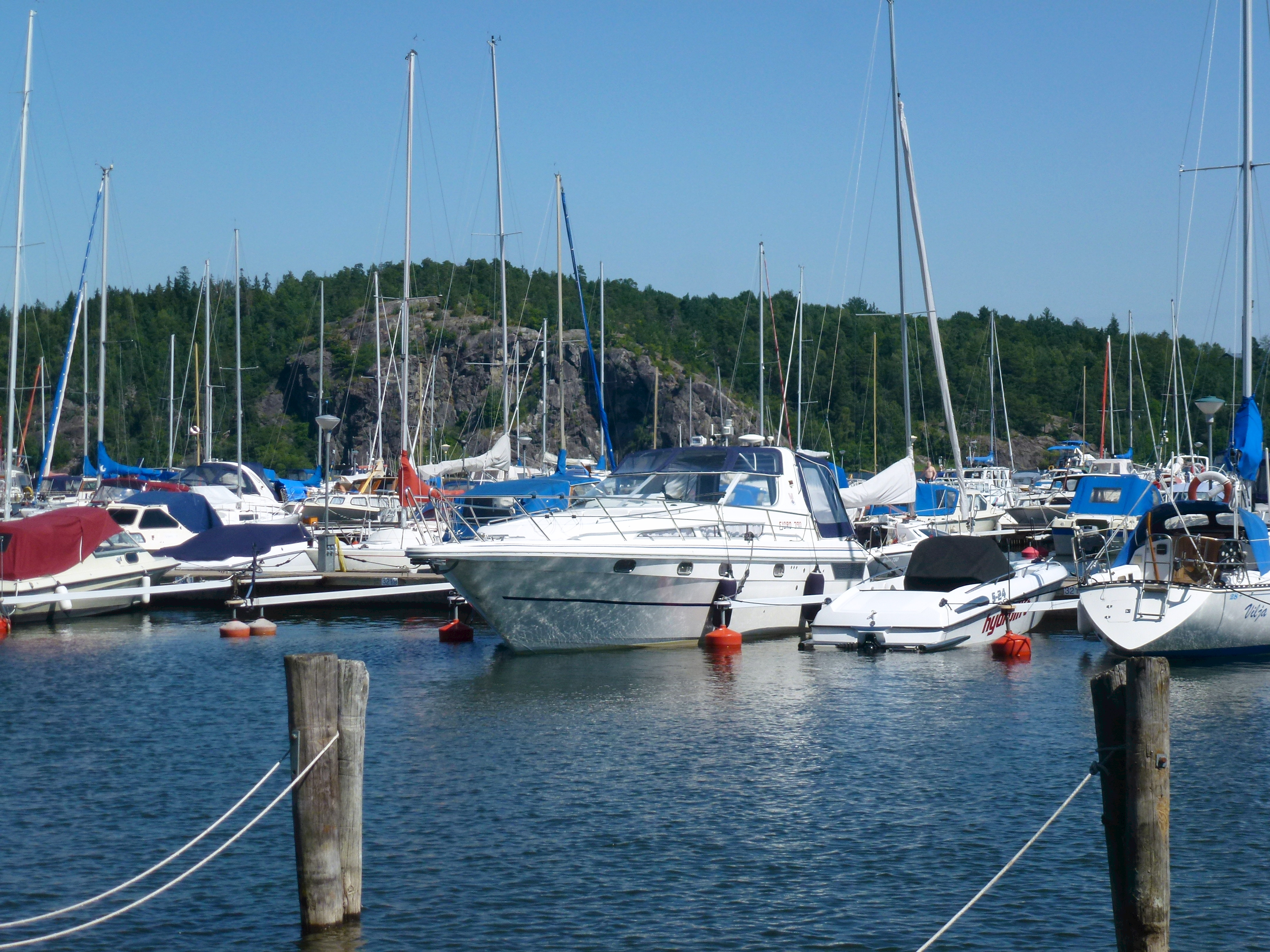
Slagsta Marina
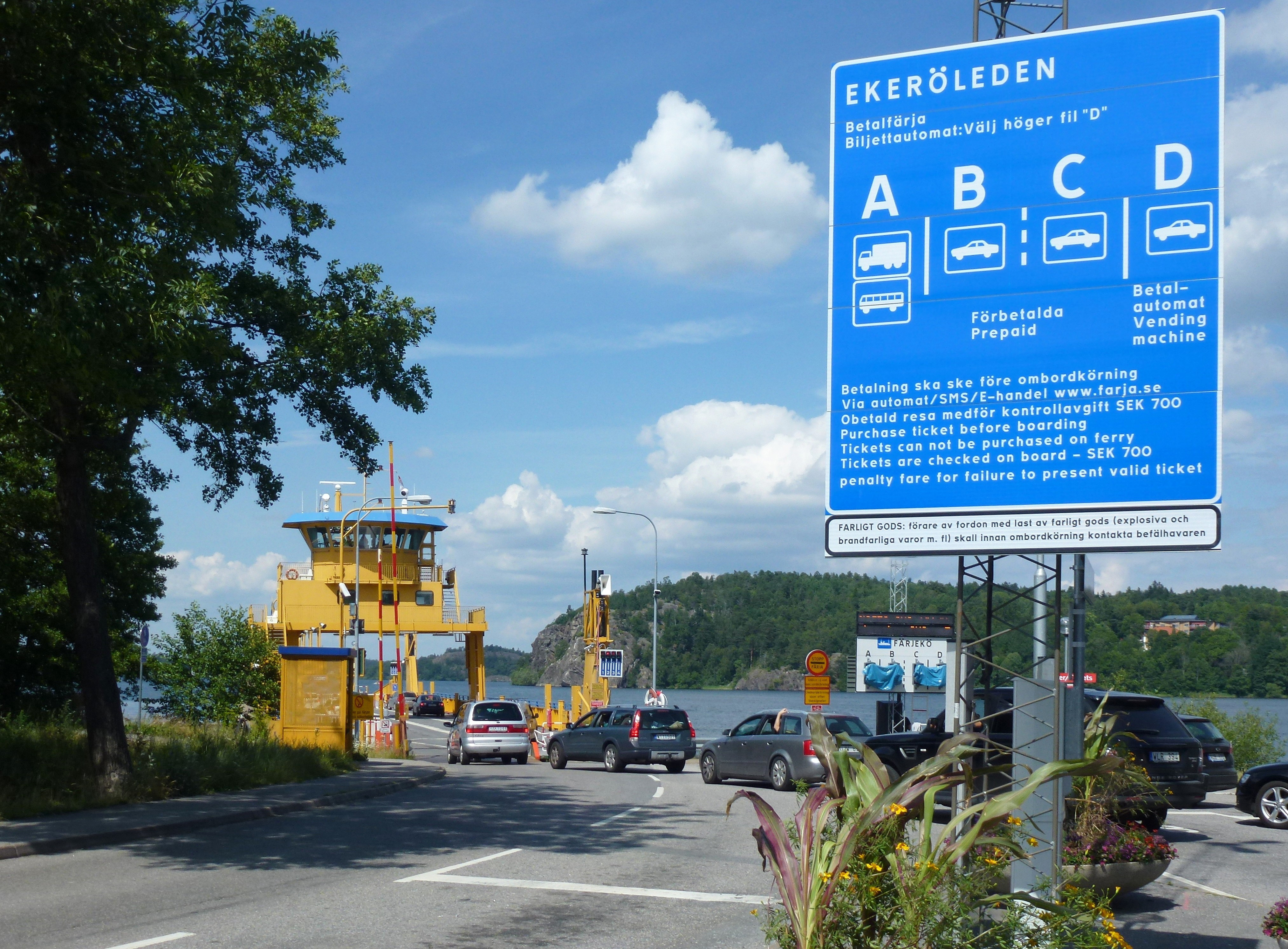
Slagsta färjeläge

## Se även

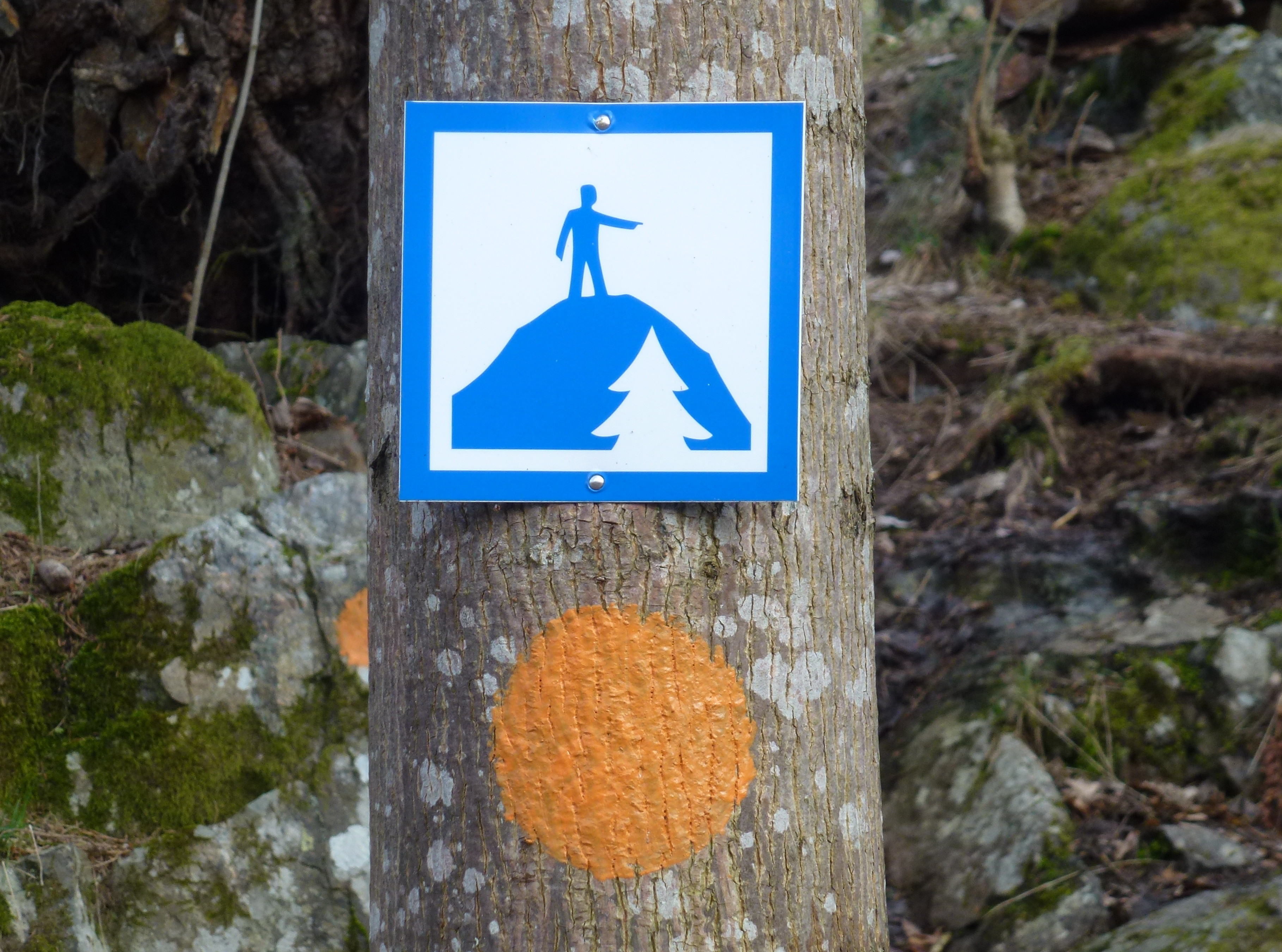
Gul = markering för Mälarpromenaden och skylt för utsiktspunkt.

### Allmänna källor
- Informationstavla på platsen
- Botkyrka kommun
- Karta